# رابطة الحرية الأمريكية
كانت رابطة الحرية الأمريكية منظمة سياسية أمريكية تأسست عام 1934. كان معظم أعضائها من نخبة رجال الأعمال الأثرياء والشخصيات السياسية البارزة، المحافظين معارضي الصفقة الجديدة للرئيس فرانكلين روزفلت. أكدت المجموعة على الملكية الخاصة والحريات الفردية. ودعا زعيمها جويت شاوس الأعضاء إلى:
«الدفاع عن دستور الولايات المتحدة والالتزام به ... وتعليم ضرورة احترام حقوق الأشخاص والملكية بوصفها أساسية لكل حكومة ناجحة ... والتثقيف بواجب الحكومة في تشجيع وحماية المبادرات والمشاريع الفردية والجماعية، وتعزيز الحق في العمل والكسب والادخار واكتساب الممتلكات، والحفاظ على الملكية والاستخدام القانوني للممتلكات حين الحصول عليها».
كانت الرابطة نشطة في نشر رسالتها خلال عامين. بعد تجديد انتخاب روزفلت بأغلبية ساحقة في 1936، قلصت المنظمة أنشطتها كثيرًا. ثم حُلت في 1940.

## التاريخ
التأسيس والقيادة
أُعلن عن إنشاء الرابطة في العاصمة واشنطن في 22 أغسطس 1934 من قبل مجموعة من الديمقراطيين وعدد أقل من الجمهوريين. أصبح جويت شاوس، السياسي البارز في الحزب الديمقراطي وحركة مناهضة قانون الحظر، رئيس الرابطة الأول. وُضعت اللجنة التنفيذية للرابطة على نحو يظهر طبيعتها الحزبية الثنائية، إذ شملت: جون دبليو ديفيس وآل سميث، الديمقراطيَين المرشحَين سابقًا للرئاسة، ورجل الأعمال إيرينيه دو بونت، الذي ترك الجمهوريين لدعم آل سميث في 1928، وروزفلت في 1932، واثنين من الجمهوريين من نيويورك، ناثان إل ميلر، حاكم الولاية السابق، والممثل جيمس دبليو وادسورث. كان جون جاكوب راسكوب، الرئيس السابق للجنة الوطنية الديمقراطية والمعارض الرئيسي لقانون الحظر والمدير السابق لشركة جنرال موتورز وعضو مجلس إدارة دوبونت، المؤثر الأهم في تأسيس الرابطة.
كان التفاعل مع الرابطة المتشكلة حذرًا بسبب طبيعتها غير الحزبية. صرح الرئيس روزفلت في مؤتمر صحفي أن الرابطة بدت وكأنها تأسست «لدعم اثنتين من الوصايا العشر»، متوقفةً عند حماية الممتلكات، دون الاستلهام من الوصية «أحبب قريبك كما تحب نفسك». كتب آرثر كروك بعد أسابيع، بعد انتخابات نوفمبر مباشرة، إن الرابطة ستعلن عن أعضاء بارزين آخرين في مجموعتها القيادية «لنزع الصبغة السياسية البحتة والمعادية للإدارة التي صبغت الرابطة في البداية».
شكّلت الرابطة لجنة تنفيذية وطنية مكونة من 25 عضوًا ومجلس استشاري وطني مكون من نحو 200 عضو. شكل المُعينون مجموعة متنوعة جغرافيًا، واختيروا جميعهم تقريبًا من النخبة الصناعية. من الاستثناءات البارزة منتج الأفلام في هوليوود هال روتش والبطل البحري ريتشموند بيرسون هوبسون. كان ألفريد بي سلون الابن من شركة جنرال موتورز وجّي هوارد بيو من شركة صن أويل من الأعضاء النموذجيين.
تجاوز عدد الأعضاء 36000 في يوليو 1935، وكان 27% فقط منهم مساهمون. تضاعف العدد بحلول يناير 1936، وبلغ عدد الأعضاء ذروته ووصل إلى نحو 125000 في منتصف عام 1936، ثم انخفض سريعًا بعد انتخابات 1936.
استقطبت الرابطة طلاب الجامعات للانضمام وحققت نجاحًا خاصًا في الجامعات الحكومية. كتبت أسماء الأعضاء في 345 فصلًا وفاق العدد 10000 عضو بحلول أبريل 1936. أدى الأكاديميون مجموعة متنوعة من الأدوار. فمثلًا، ألقى عالم الاقتصاد في جامعة نيويورك والتر سبار خطابات طبعتها الرابطة في كتيبات، وفي المقابل، فشلت محاولة تنظيم لجنة من خبراء الاقتصاد الأكاديميين.

## مؤامرة مزعومة
في نوفمبر 1934، زعم اللواء المتقاعد من قوات البحرية سميدلي بتلر أن بائع سندات يُدعى جيرالد ماكغواير أخبره أن زعماء في الرابطة أرادوا من بتلر أن يقود 500 ألف من المحاربين القدامى في انقلاب للإطاحة بالرئيس فرانكلين روزفلت. لم يكن بتلر وماكغواير نشطين في الرابطة ورفضت الرابطة هذه المزاعم ووصفتها بأنها هراء. أقر بتلر بأنه لم يُقصد من أي مسؤول في الرابطة وبأنه حصل على القصة من ماكغواير، وهو بائع سندات محلي لم يكن له أي دور في الرابطة. أخبر ماكغواير الكونجرس أنه هذه المؤامرة لم تكن حقيقية، والمؤرخون منقسمون بشأن هذه المزاعم. كان بتلر يكرر ادعاءاته عن المؤامرة المزعومة في الخطب مدفوعة الأجر الموجهة للمجموعات اليسارية.

### حملة 1936
اتهم مدير حملة روزفلت رابطة الحرية بأنها «حليفة للجنة الوطنية الجمهورية» التي «ستعصر العامل حتى يجف في شيخوخته وترميه مثل قشر البرتقال في سلة المهملات».
لم تقتنع الحملة الجمهورية بإعلان الرابطة عدم انحيازها إلى أي حزب، فطلبت منها «الابتعاد عن التحالف الوثيق مع حملة لاندون». واستخدم مدير حملة روزفلت هذه المعلومات أساسًا للقول إن الرابطة تصرفت على نحو سيء جدًا، لدرجة أن «المنظمة الجمهورية العادية كان لابد أن ترفضها»، وهو ما أدخل الرابطة في مزيد من الاحتجاجات على عدم انحيازها الحزبي، ما أوضح دورها الحزبي.

### الانحلال
بعد انتخابات 1936 التي فاز فيها روزفلت بأغلبية ساحقة وزيادة عدد أعضاء حزبه في مجلسي الكونجرس، ألغت الرابطة أنشطتها العامة واقتصرت أعمالها على مراجعة التشريعات وإرسال تقييمات إلى أعضاء الكونجرس. بقي عدد قليل من الموظفين المحليين، لكن جميع المكاتب في الولايات أغلقت. استمر الإخوة دو بونت الثلاثة، إيرينيه ولاموت وبيير، في تمويل المنظمة، حتى قرروا تخصيص أكبر قدر ممكن من مواردهم المالية لدعم حملة الجمهوري ويلكي عام 1940. أغلقت الرابطة مكتبها في واشنطن في سبتمبر 1940.

### برامج التثقيف
أنتجت الرابطة 135 كتيبًا في العامين الأولين بعد تأسيسها، وطُبعت لتوزع بواسطة البريد. تألف نصفها تقريبًا من خطابات وخطب إذاعية ألقاها مسؤولو الرابطة أو داعموها. ذهب ما يزيد عن خمس نسخ إلى الصحف والوكالات الحكومية والمكتبات العامة والكليات وأعضاء الكونجرس جميعهم والمجموعات السياسية الأخرى. أنتجت الرابطة نشرات شهرية مكونة من صفحتين ذات أسلوب أكثر شعبية، ولكنها وُزعت على جمهور الكتيبات ذاته. قلل تأسيس خدمة إخبارية مشتركة من دور الرابطة، وتوققت الخدمة قرب نهاية عام 1936. وصلت الرابطة إلى 1600 صحيفة من خلال اتحاد الصحف الغربي. استفادت الرابطة أيضًا من الوقت الإذاعي المجاني الذي أُتيح لها.

### المواقف
كانت الرابطة مترددة فيما يتعلق بإدارة التعافي الوطني المثيرة للجدل. قال رئيس الرابطة جويت شاوس عن ذلك: «لقد انخرطت إدارة التعافي الوطني في تجاوزات غير مبررة في محاولة التنظيم»، وقا أيضًا «خدمت إدارة التعافي الوطني غرضًا مفيدًا في كثير من النواحي». وقال شاوس إنه «يتعاطف كثيرًا» مع أهداف إدارة التعافي الوطني، موضحًا: «أشعر على نحو قوي أن حظر عمالة الأطفال، والحفاظ على الحد الأدنى للأجور، وتحديد ساعات العمل تنتمي إلى حكومتنا المرغوبة في مجال شؤون الولايات المختلفة، إلا أنني على استعداد تام للموافقة على أنه في حالة الطوارئ الشديدة، يجب السماح للحكومة الفيدرالية لفترة محدودة بتولي اختصاصاتها».
وصفت الرابطة إدارة التكيف الزراعي لروزفلت بأنها «اتجاه نحو سيطرة فاشية على الزراعة» ودعمت مجلس استقلال المزارعين في أمريكا في معارضة الإدارة، ورأت أن الضمان الاجتماعي «يمثل نهاية الديمقراطية».
طعن محامو رابطة الحرية الأمريكية في صحة قانون فاغنر(قانون علاقات العمل الوطني). في 1937، أكدت المحكمة العليا للولايات المتحدة دستورية القانون. اتهم اتحاد العمل الأمريكي الرابطة بتوظيف محققين للتسلل إلى نقابات العمال والتحريض على الإضرابات والعنف.